# مات وايت (لاعب كرة قاعدة)
مات وايت (بالإنجليزية: Matt White)‏ هو لاعب كرة قاعدة أمريكي، ولد في 13 أغسطس 1978.

## وصلات خارجية
- مات وايت (لاعب كرة قاعدة) على موقعبيزبول رفرنس.كوم (الدوري الثانوي) (الإنجليزية)